# La Fille qui tomba sous Féérie et y mena les festoiements
La Fille qui tomba sous Féérie et y mena les festoiements (titre original : The Girl Who Fell Beneath Fairyland and Led the Revels There) est un roman de fantasy de l'écrivain américain Catherynne M. Valente publié en 2012 puis traduit en français et publié par les éditions Balivernes en 2016. Il est le deuxième tome de la série Féérie.

## Éditions
- The Girl Who Fell Beneath Fairyland and Led the Revels There, Feiwel and Friends, 2 octobre 2012, 258 p.  (ISBN 978-0-312-64962-3)
- La Fille qui tomba sous Féérie et y mena les festoiements, Balivernes, 8 novembre 2016, trad. Laurent Philibert-Caillat, 296 p.  (ISBN 978-2-35067-132-1)